# Ameren UE Tower
Der Ameren UE Tower ist eine einmalige Kombination von Freileitungsmast und Sendeturm nahe dem Hauptquartier von Ameren in St. Louis, Missouri, USA. Er ist eine 106,5 Meter (mit Antennen auf der Spitze 111 Meter) hohe Stahlfachwerkkonstruktion und wurde 2009 errichtet. Er trägt zwei Drehstromsysteme für Hochspannung auf drei Traversen in etwa halber Höhe.
Im Unterschied zu anderen Freileitungsmasten, die Antennen tragen, ist die Höhe des Ameren UE Towers nicht von seiner Funktion als Freileitungsmast, sondern durch seine Aufgabe als Funkturm, die eine bedeutend größere Höhe als für einen Freileitungsmast erfordert, bestimmt. Die Bauweise des Ameren UE Towers hat den Nachteil, dass die Installation von größeren Antennen, welche mit einem Kran oder Flaschenzug erfolgt, durch die Traversen und Leiterseile in hohem Maße behindert wird und Abschaltungen der Hochspannungskreise erfordert.